# 身土不二
身土不二
- （しんどふに）仏教用語。「身」（今までの行為の結果＝正報）と、「土」（身がよりどころにしている環境＝依報）は切り離せない、という意味。
- （しんどふじ）食養運動のスローガン。「地元の旬の食品や伝統食が身体に良い。」という意味で、大正時代に「食養会」が創作した。

## 仏教用語での「身土不二」
「因果応報」「世は人を映す鏡、人は世を写す鏡」と説明されることもある。唐の僧 妙楽大師湛然の『維摩疏記』、北宋の僧智円の『維摩經略疏垂裕記』（「二法身下顯身土不二 由依正不二故便現身即表國土 離身無土者荊溪云 此是法身身土不二之明文也」 ）、日蓮の『三世諸仏総勘文教相廃立』、無住道暁の『雑談集』（1305年（嘉元3年）頃）、親鸞の『教行信証』にもこの用語がみられる。山下惣一や韓国農協は『廬山蓮宗寶鑑』（普度法師、1305年）が初出であるとしている。

## 食運動での「身土不二」

### 日本における発祥と展開
1907年（明治40年）、陸軍薬剤監の石塚左玄を会長として発足した食養会は、食事で健康を養うための独自の理論を展開した。その中に、その土地、その季節の食物がいいという考えがあった。
1912年（明治45年）、食養会理事で陸軍騎兵大佐の西端学が、この考え方を表すために提唱した。石塚の考えを一般化するために「地元の食品を食べると身体に良く、他の地域の食品を食べると身体に悪い。」と解説したところ、京都の僧侶が「仏典に身土不二という言葉がある。」と教えた。仏典とは意味が違うが、西端は以降この説を「身土不二（じ）」と呼び、食養会独自の大原則として広めた。
昭和に入ると、「地元の食品が身体に良いという考えは、仏教に基づく日本の伝統。」との説が、有機農業・自然食販売業・生協運動・一部農業団体・代替医療などの分野で広まった。例えば、食養思想を元にマクロビオティックを創始したことで知られる桜沢如一が、身土不二は法華経に基づくと記している。

### 身土不二と地産地消
国産農産物の有利販売や食糧自給率の向上につながると考えて、身土不二を掲げる農家・農業団体も多い。しかし近年は、食養会が提唱した趣旨とは若干距離がある「地産地消」のスローガンとしてこの言葉が使われることが多くなっている。
1990年代以前に身土不二を唱えた者は、地産地消に批判的だった。
地産地消事業は、伝統食を改善しつつ、農家女性や高齢者の生き甲斐と所得を向上させる目的で1981年（昭和56年）に始まった。指導にあたった生活改良普及員は、以前から特産物の栽培を勧め、栄養値の高い味噌の作り方を指導したり、伝統文化の保全に尽力していたため、地産地消でも、伝統の良いところを残しつつ、塩分過剰やビタミンの不足などの欠点があれば改善する、というスタンスを取った。
一方、身土不二に従えば、伝統食は完璧だから手を加える必要がない。このため1980 - 90年代から身土不二を唱えていた論者は、「生活改良普及員が、伝統食を破壊して洋食を指導した結果、若者が早死にしている。」と非難した。この説は「逆さ仏」説などの名称で一部に浸透し、たとえば沖縄県はそのような傾向が顕著である。また、ビニールハウス栽培による（本来の季節では収穫出来ない）農作物の摂取について、これも有害なモノとして批判的な立場を取っている。
しかし、スローフード運動が高まった2000年代以降、新聞・雑誌のスローフード特集で、地産地消を「身土不二に基づく伝統」と紹介する例が急増し、両者の区別があいまいになっている。スローフードと地産地消はほぼ同一内容を意味するともされる。アメリカでもBuy Local運動があり、地産地消運動がある。

### 韓国における身土不二運動
1989年に韓国農協中央会会長ハン・ソホンが、日本の有機農業の草分けである荷見武敬の『協同組合地域社会への道』（家の光協会）を韓国で翻訳する際に「身土不二」（신토불이）の語を知り、感動して国産品愛好運動のスローガンに使用した。しかし、韓国での反日感情から「韓国の国民運動に日本のスローガンを使うとは何事か！」と批判をうけたため、調査の結果『廬山蓮宗寶鑑』が発見され「中国仏典の教え。中国の伝統」として紹介された。
日本の農協と異なり、事業別にわかれていない巨大組織である韓国農協では農協中央がすべてを一括して運営しており、そのような組織が「身土不二」をスローガンとするや、マスコミや学校教育などで宣伝され、一大ブームとなり、韓国国産野菜の消費が大々的に奨励された。1990年から2003年の野菜年間消費量では、韓国の消費量は世界平均や日本の消費量をはるかに上回っている。韓国農協では国産品（韓国産）の野菜のみの販売を原則としており、さらにハナロクラブとハナロマートという大規模な店舗チェーンを運営している。
この韓国での動きが1990年代半ばに日本に紹介され、身土不二が日本でも一般にも知られるようになった。同時に身土不二は「中国の伝統」「韓国の伝統」など様々な語源説が広まる契機となった。しかし、韓国から日本に輸入されたというのは誤解であり、実際は身土不二の思想はハン・ソホンによる荷見武敬の著作の翻訳を通じて日本から韓国へ輸入されたものであると山下惣一は指摘している。
現在も「身土不二」は韓国農協のスローガンである。